# Tony Hawk's Proving Ground
 (janvier 2015).
Si vous disposez d'ouvrages ou d'articles de référence ou si vous connaissez des sites web de qualité traitant du thème abordé ici, merci de compléter l'article en donnant les références utiles à sa vérifiabilité et en les liant à la section « Notes et références ».
Tony Hawk's Proving Ground est un jeu vidéo de skateboard développé par Neversoft (Vicarious Visions pour la version Nintendo DS) et édité par Activision en 2007. Il est disponible sur PlayStation 2, PlayStation 3, Wii, Xbox 360 et Nintendo DS. Il s'agit du 9e épisode de la série de jeux reprenant le nom de Tony Hawk.

## Système de jeu
Le jeu propose un mode multijoueur retravaillé (jouable à 2 joueurs hors-ligne et jusqu'à 8 en ligne) et un mode nail-the-trick (l'action se ralentit), qui peut s'appliquer également aux grabs, aux flips et aux manual.

## Skaters
- Tony Hawk
- Bam Margera
- Stevie Williams
- Bob Burnquist
- Tony Trujillo
- Mike Vallely
- Nyjah Huston
- Rodney Mullen
- Daewon Song
- Ryan Sheckler
- Andrew Reynolds
- Paul Rodriguez
- Tony Alva
- Jeff King

## Bande son
(53 pistes)
- Airbourne – Girls in Black
- Angels & Airwaves – Secret Crowds
- Anglo Jackson – Motorbike
- At the Gates – Slaughter of the Soul
- Bad Brains – Banned in DC
- Beastie Boys – Electric Worm
- Blackalicious – Your Move
- Bloc Party – Version 2.0
- Cursed – The Hands will Abide
- Cymande – Fug
- Dag Nasty – Circles
- Darkest Hour – Sanctuary
- DJ JS-1 featuring L.I.F.E. Long & Immortal Technique – Audio Technician
- El-P – Up All Night
- The Folk Implosion – Natural One
- Foo Fighters – The Pretender
- Fu Manchu – e Must Obey
- Funky 4+1 – Rappin' and Rockin' the House
- Future Pigeon – Gift Tax
- Gallows – Come Friendly Bombs
- Gorilla Biscuits – Hold Your Ground
- Jimmy Castor Bunch – It’s Just Begun
- Jurassic 5 – Radio
- Kittens – Carpenter
- Los Abandoned – Panic-Oh!
- Lyrics Born featuring KRS-One and Evidence – Pack Up Remix
- Maylene and the Sons of Disaster – Memories of the Grove
- Motorcity Daredevils – Bear in the Air
- Nation of Ulysses – You’re My Miss Washington D.C.
- Nirvana – Breed
- Oh No feat. J Dilla and Roc C – Move Part 2
- Paint it Black – The New Brutality
- Paris – The Devil Made Me Do It (Poach a Pig Mix)
- Percee P – Throwback Rap Attack (Madlib remix)
- Pierce the Veil – I’d Rather Die than Be Famous
- Pig Destroyer – Loathsome
- Reverend Horton Heat – Baddest of the Bad
- Revolution Mother – Come On
- Roots Manuva – Chin High
- Sayvinyl – That’s Entertainment
- Silversun Pickups – Well Thought Out Twinkles
- Slick Rick – Children’s Story
- Smashing Pumpkins – Tarantula
- Snapcase – Energy Dome
- The Bled – Starving Artist
- The Clash – Clash City Rockers
- The Cramps – Garbage Man
- The Icarus Line – Gets Paid
- The Kooks – See the World
- The Octopus Project – Music is Happiness
- The Rolling Stones – Sympathy for the Devil
- The Sex Pistols – Holidays in the Sun
- Twilight 22 – Electric Kingdom

## Version Nintendo DS
Tony Hawk's Proving Ground est aussi le nom du portage du jeu sur Nintendo DS. Il a été développé par Vicarious Visions et est sorti en 2007.